# イエス小池
イエス小池（イエスこいけ、1955年9月25日 - ）は、日本の元漫画家アシスタント・エッセイスト。東京都世田谷区出身。42年間漫画に関わっていた。本名：小池久陽（ひさあき）。

## 来歴
1955年9月、東京都世田谷区上馬（出生届は渋谷区）に生まれる。学歴に「1967年東京都駒沢小学校卒」などと自称しているが、本当は1973年攻玉社高校（東京品川区）卒で、帝京大学を半年で除籍（授業料滞納）になっている。中学2年で新聞配達、中学3年で映画館のチケット係、高校時代はビル掃除、冷凍食品工場など、漫画家アシスタントになるまで10数種のアルバイトを経験。
1973年、18歳の時に怪奇漫画家さがみゆきに師事し、1974年、19歳の時に漫画家アシスタントとしての活動を始める。以降、1976年に「沈黙の艦隊」を発表する12年前のかわぐちかいじ、1977年に村野守美のアシスタントを経て、1978年、23歳の時に「浮浪雲」のジョージ秋山のアシスタントを務め、以降、40年近くに渡り秋山の下でアシスタントを続けていた。
1987年にヤングジャンプ青年漫画大賞準入選作「雨のドモ五郎」でデビューするも連載を依頼されることもなく、漫画家として独立できずにアシスタントをしていた。2008年4月、漫画家アシスタント生活の34年間をつづったブログが話題になり書籍化される。
2008年7月、TBSラジオ「安住紳一郎の日曜天国」へゲスト出演したことが契機となり、2009年4月から2016年3月まで宝塚造形芸術大学（現、宝塚大学）新宿キャンパスにて「マンガ背景美術」の非常勤講師となっていた。
2017年6月23日にジョージ秋山のアシスタントを退職し漫画家アシスタントを引退。妻の生まれたタイのチェンマイに移住した。

## 代表作
- 『雨のドモ五郎』（1987年、ヤングジャンプ）ヤングジャンプ青年漫画大賞準入選受賞
- 『死亡少年』（1987年、別冊ヤングジャンプ）ヤングジャンプ月例新人賞佳作賞受賞
- 『覇王の船』（1991年、月刊ベアーズクラブ）小林多喜二作「蟹工船」より。
- 『サイコホスピダー』（1996年、三一書房）安井健彦作「悪魔の精神病棟」より。書き下ろし単行本256ｐ
- 『漫画家アシスタント物語』（2008年、マガジン・マガジン社）ブログの書籍化。漫画「雨のドモ五郎」収録。
- 『劇画 蟹工船 覇王の船』（2008年、宝島社）「覇王の船」（91年）が加筆訂正され完全版として出版。小説「蟹工船」も収録、全251p。

## 師匠
- さがみゆき（1973年、6ヶ月間）
- かわぐちかいじ（1976年、1年間）
- 村野守美（1977年、1週間）
- ジョージ秋山（1978年より2017年6月まで）